# 市立根室病院

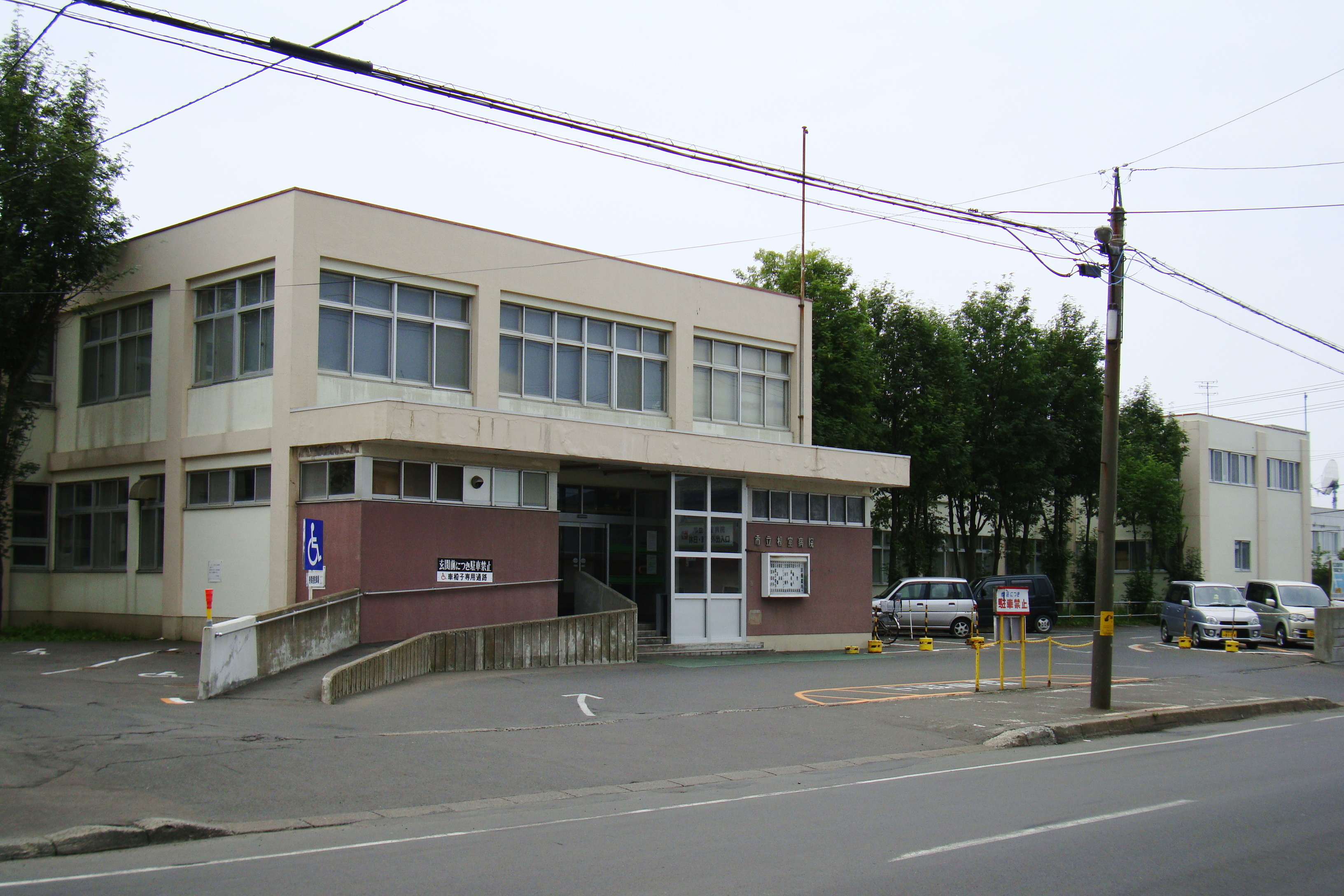
旧病院

市立根室病院（しりつねむろびょういん）は、北海道根室市にある医療機関。

## 概要
根室市が運営する病院である。根室二次保健医療福祉圏（根室振興局管内と同一地域）の災害拠点病院に指定されている。1872年（明治5年）に弥栄町に設置された官立根室病院を起源とする。1880年（明治13年）10月22日に初めて院長を置き、1900年（明治33年）に町立根室病院となり、市制施行の1957年（昭和32年）8月1日に現名称に改称。
1980年（昭和55年）10月22日には、東京医科大学の指定病院となる。
常勤医師の確保が困難となったため、2007年（平成19年）4月より、救急搬送等を除く夜間の救急診療を停止している。
2013年（平成25年）1月29日より、新病院施設においての診療を開始する。
2015年（平成27年）4月1日より、地方公営企業法の全部適用へ移行する。

## 診療科
- 内科
- 消化器内科
- 循環器内科
- 呼吸器内科
- 小児科
- 外科
- 心臓血管外科（休診中）
- 整形外科
- リハビリテーション科
- 眼科
- 泌尿器科
- 産婦人科
- 耳鼻咽喉科
- 皮膚科
- 麻酔科
- 脳神経外科

## 医療機関の指定等
- 保険医療機関
- 労災保険指定医療機関
- 指定自立支援医療機関（更生医療・精神通院医療）
- 生活保護法指定医療機関
- 結核指定医療機関
- 原子爆弾被害者一般疾病医療取扱医療機関
- 北海道災害拠点病院[5]

## 交通アクセス
- JR根室本線 根室駅より根室交通バスで「市立病院前」停留所下車、徒歩で約1分。
- JR根室本線 根室駅より徒歩で約15分。